# Lozuvata, Lîpoveț
Lozuvata (în ucraineană Лозувата) este o comună în raionul Lîpoveț, regiunea Vinnița, Ucraina, formată numai din satul de reședință.

## Demografie
Componența lingvistică a satului Lozuvata
     Ucraineană (99,47%)
     Alte limbi (0,53%)
Conform recensământului din 2001, majoritatea populației satului Lozuvata era vorbitoare de ucraineană (99,47%), existând în minoritate și vorbitori de alte limbi.